# Fabrice Levrat
Pour les articles homonymes, voir Levrat.
Fabrice Levrat est un footballeur français né le 18 octobre 1979 à Bourgoin-Jallieu. Il évolue au poste de milieu de terrain.

## Biographie
Fabrice Levrat commence sa formation en Isère, au FC Bourgoin-Jallieu. En mai 1996, à Castelmaurou, il remporte la Coupe nationale des cadets avec la sélection de la Ligue Rhône-Alpes, où il a comme coéquipier Florent Balmont. Il intègre ensuite le centre de formation de l'AS Monaco. 
Fabrice Levrat n'a joué que 6 matchs en Ligue 1 sous les couleurs de l'AC Ajaccio mais il a disputé plus de 300 matchs en Division 2.
En 2009, non conservé par Amiens, il signe au Stade lavallois après un essai concluant. Régulateur du milieu, adroit des deux pieds dans le jeu long, il est le capitaine du Stade lavallois pour la saison 2011-2012. En fin de contrat à l'été 2012, il n'est pas prolongé et quitte le club.

## Carrière
- 1996-1999 :  AS Monaco (équipe réserve, CFA)
- 1999- janv. 2003 :  AC Ajaccio (Division 2, Ligue 1)
- janv. 2003-2005 :  FC Gueugnon (Ligue 2)
- 2005-2009 :  Amiens SC (Ligue 2)
- 2009-2012 :  Stade lavallois (Ligue 2)
- 2013 :  US Boulogne (National)[3]

## Palmarès
- Champion de France de Division 2 en 2002 avec l'AC Ajaccio